# Светско првенство у атлетици на отвореном 2009 — бацање копља за жене
Такмичење у бацању копља у женској конкуренцији на Светском првенству у атлетици 2009. у Берлину одржано је 16. и 18. августа  на  Олимпијском стадиону.
Према прогнозама атлетских стручњака борба за медаље је требало да се одвија између четири атлетичарке. Олимпијска победница и светска рекордерка Барбора Шпотакова из Чешке и  освајачица сребрне медаље у Пекингу 2008 Марија Абакумова из Русије, иако нису достигле олимпијску форму из претходне године, остали су главни фаворити за медаље.  Друге две кнадидаткиње за медаље биле су Немице Кристина Обергфел два пута друга на светским првенствима 2005. и 2007  и ветеранака  Штефи Нериус која је три пута била трећа  2003, 2005. и 2007. године. Ослеидис Менендез (Куба), Сунет Вилјун (Јужноафричка Република) и Мадара Паламејка (Летонија) биле су кандидати из другог плана.
У квалификацијама прволасирана Марија Абакумова постгла је најбољи светски резултат сезоне 68,92 м, другопласирана Линда Штал (трећа немачка представница) и Словенка Мартина Ратеј бациле су најбоље личне резултате сезоне. Квалификације нису прошле фавориткиње „из сенке“ Сунет Вилјун и Мадара Паламејка.
Прва бацачица у финалу Штефи Неријус, отворила је такмичење својим најбољим резултатом у сезони 67,30 м, док су друга Шпотакова и трећа Моника Стојан бациле 64,94 и 64,51 м. У трећем бацању Марија Абакумова са 65,39 заузима треће место које је задржла до краја такмичења. Ни Шпотакова ни Абакумова (чији би резултат из квалификација освојио злато у финалу) нису нашле снагу да Неријус
ову помере са првог места. Своју прву златни медаљу на светсим првенствима освојила је 37-годишња Немаца у завршној години њене такмичарске каријере.

## Земље учеснице
Учествовала је 31 бацачица копља из 23 земље.
1. Аустралија (1)
2. Аустрија (1)
3. Белорусија (1)
4. Грчка (1)
5. Естонија (1)
6. Исланд (1)
7. Јапан (1)
8. Јужноафричка Република (1)
9. Куба (3)
10. Летонија (1)
11. Литванија (1)
12. Немачка (3)
13. Пољска (1)
14. Румунија (2)
15. Русија (2)
16. Самоа (1)
17. САД (2)
18. Словенија (1)
19. Уједињено Краљевство (1)
20. Украјина (2)
21. Финска (1)
22. Чешка (1)
23. Шпанија (1)

## Рекорди пре почетка Светског првенства 2009.
16. август 2009
| Светски рекорд             | Барбора Шпотакова Чешка   | 72,28 | Штутгарт, Немачка       | 13. септембар 2008. |
| Рекорд светских првенстава | Ослеидис Менендез Куба    | 71,70 | Хелсинки, Финска        | 14. август 2005.    |
| Најбољи резултат сезоне    | Кристина Обергфел Немачка | 68,59 | Леирија, Португалија    | 20. јун 2009.       |
| Афрички рекорд             | Сунет Вилјун Јужна Африка | 65,43 | Београд, Србија         | 7. јул 2009.        |
| Азијски рекорд             | Jianhua Wei Кина          | 63,92 | Пекинг, Кина            | 18. август 2000.    |
| Северноамерички рекорд     | Ослеидис Менендез Куба    | 71,70 | Хелсинки, Финска        | 14. август 2005.    |
| Јужноамерички рекорд       | Сабина Моја Колумбија     | 62,62 | Гватемала, Гватемала    | 12. мај 2002.       |
| Европски рекорд            | Барбора Шпотакова Чешка   | 72,28 | Штутгарт, Немачка       | 13. септембар 2008. |
| Океанијски рекорд          | Луиз Кареј Аустралија     | 66,80 | Runaway Bay, Аустралија | 5. август 2000.     |

### Најбољи резултати у 2009. години
Десет најбољих атлетичарки сезоне у бацању копља пре првенства (16. августа 2009), имале су следећи пласман.
| 1.  | Кристина Обергфел | Немачка                | 68,59 | 20. јун   |
| 2.  | Барбора Шпотакова | Чешка                  | 67,58 | 8. јун    |
| 3.  | Штефи Неријус     | Немачка                | 66,82 | 31. јул   |
| 4.  | Марија Абакумова  | Немачка                | 65,76 | 17. јун   |
| 5.  | Сунет Вилјун      | Јужноафричка Република | 65,43 | 7. јул    |
| 6.  | Мадара Паламејка  | Летонија               | 64,51 | 30. мај   |
| 7.  | Кара Вингер       | Румунија               | 63,95 | 27. јул   |
| 8.  | Уршула Пивницка   | Пољска                 | 63,53 | 30. мај   |
| 9.  | Кимберли Микл     | Аустралија             | 63,49 | 15. март  |
| 10. | Марина Новик      | Белорусија             | 63,25 | 1. август |

Такмичарке чија су имена подебљана учествују на СП 2009.

## Квалификационе норме
| А норма | Б норма |
| ------- | ------- |
| 61,00   | 59,00   |

## Сатница
Сатница је по средњоеевропском времену (UTC+1)
| Датум            | Време | Коло          |
| ---------------- | ----- | ------------- |
| 16. август 2009. | 10,45 | Квалификације |
| 18. август 2009. | 19,25 | Финале        |

## Освајачи медаља
|                       |                         |                         |
| Штефи Неријус Немачка | Барбора Шпотакова Чешка | Марија Абакумова Русија |

## Резултати

### Квалификације
Норма за улазак у финале је износила 62,00 м (КВ), Норму су испуниле 4 такмчиарке, а осталих 8 у финале се пласирало на основу постигнутог резултата (кв).
| Пласман | Група | Атлетичарка             | Земља                  | ЛР    | ЛРС   | 1     | 2     | 3     | Резултат | Нап.    |
| ------- | ----- | ----------------------- | ---------------------- | ----- | ----- | ----- | ----- | ----- | -------- | ------- |
| 1.      | A     | Марија Абакумова        | Русија                 | 70,78 | 67,39 | 68,92 |       |       | 68м92    | КВ, СРС |
| 2,      | A     | Линда Штал              | Немачка                | 66,06 | 62,67 | 63,86 |       |       | 63,86    | КВ, ЛРС |
| 3.      | A     | Мартина Ратеј           | Словенија              | 63,44 |       | 53,13 | 63,42 |       | 63,42    | КВ, ЛРС |
| 4.      | A     | Барбора Шпотакова       | Чешка                  | 72,28 | 68,23 | 63,27 |       |       | 63,27    | КВ      |
| 5.      | Б     | Ослеидис Менендез       | Куба                   | 71,70 | 62,74 | 59,86 | 61,94 | x     | 61,94    | кв      |
| 6.      | A     | Штефи Неријус           | Немачка                | 68,34 | 65,37 | 61,00 | x     | 61,73 | 61,73    | кв      |
| 7.      | Б     | Кристина Обергфел       | Немачка                | 70,20 | 67,48 | 60,04 | 59,86 | 60,74 | 60,74    | кв      |
| 8.      | A     | Моника Стојан           | Румунија               | 61,19 | 61,88 | 59,45 | 60,29 | 55,57 | 60,29    | кв      |
| 9.      | A     | Вира Ребрик             | Украјина               | 63,01 | 62,26 | 59,68 | 59,70 | 58,27 | 59,70    | кв      |
| 10.     | A     | Сава Лика               | Грчка                  | 63,13 | 60,97 | 57,26 | x     | 59,64 | 59,64    | кв      |
| 11.     | Б     | Рејчел Јуркович         | САД                    | 59,62 | 59,62 | 59.57 | 53.84 | 59.55 | 59.57    | кв      |
| 12.     | Б     | Марија Николета Негоита | Румунија               | 62,20 | 62,20 | 59.46 | x     | 56.32 | 59.46    | кв      |
| 13.     | A     | Голди Сејерс            | Уједињено Краљевство   | 65,75 | 59,82 | 56,44 | 58,58 | 58,98 | 58,98    |         |
| 14.     | Б     | Микаела Ингберг         | Финска                 | 64,03 | 61,03 | 53,86 | 57,88 | x     | 57,88    |         |
| 15.     | Б     | Кимберли Микл           | Аустралија             | 63,49 | 63,49 | 57,46 | x     | 56,85 | 57,46    |         |
| 16.     | A     | Јаинелис Рибо           | Куба                   | 63,18 | 63,18 | 57,26 | 57,38 | 56,48 | 57,38    |         |
| 17.     | Б     | Олга Иванкова           | Украјина               | 61,68 | 57,67 | 56,91 | 54,86 | 54,85 | 56,91    |         |
| 18.     | Б.    | Сунет Вилјун            | Јужноафричка Република | 65,43 | 65,43 | x     | 56,83 | 49,45 | 56,83    |         |
| 19.     | A     | Мерцедес Чила           | Шпанија                | 63,20 | 61,76 | 56,68 | x     | x     | 56,68    |         |
| 20.     | Б     | Уршула Пивницка         | Пољска                 | 63,53 | 63,53 | 56.33 | 56,49 | 55,74 | 56,49    |         |
| 21.     | A     | Марина Новик            | Белорусија             | 63,25 | 63,25 | 51,56 | 56,44 | 55,01 | 56,44    |         |
| 22.     | Б     | Јанет Круз              | Куба                   | 62,90 | 62,90 | 55,50 | 56,19 | x     | 56,19    |         |
| 23.     | Б     | Асдис Хјалмсдотир       | Исланд                 | 61,37 | 61,37 | 55,86 | 55,27 | x     | 55,86    |         |
| 24.     | A     | Индре Јакубајтите       | Литванија              | 63,65 | 63,65 | 55,86 | x     | x     | 55,86    |         |
| 25.     | Б     | Јуки Ебихара            | Јапан                  | 60,84 | 60,84 | 49,14 | 53,30 | 54,81 | 54,81    |         |
| 26.     | Б     | Моника Ава              | Естонија               | 61,42 | 60,76 | 49,49 | 52,69 | 53,86 | 53,86    |         |
| 27.     | Б     | Мадара Паламејка        | Летонија               | 64,51 | 64,51 | 51,80 | 52,98 | x     | 52,98    |         |
| 28.     | Б     | Валерија Забрускова     | Русија                 | 64,49 | 61,90 | 47,31 | 52,87 | 51,13 | 52,87    |         |
| 29.     | A     | Кара Патерсон           | САД                    | 63,95 | 63,95 | 50,60 | x     | 52,71 | 52,71    |         |
| 30.     | A     | Елизабет Пауер          | Аустрија               | 59,01 | 59,01 | x     | 49,32 | 50,88 | 50,88    |         |
| 31.     | A     | Серафина Акели          | Самоа                  | 54,78 | 50,03 | 49,58 | x     | x     | 49,58    |         |

Подебљани лични рекорди су и национални рекорди земље коју такмичарка представља

### Финале
| Пласман | Атлетичарка             | Земља     | #1    | #2    | #3    | #4    | #5    | #6    | Резултат | Белешке |
| ------- | ----------------------- | --------- | ----- | ----- | ----- | ----- | ----- | ----- | -------- | ------- |
|         | Штефи Неријус           | Немачка   | 67,30 | 62,79 | 65,81 | x     | 62,27 | x     | 67,30    | ЛРС     |
|         | Барбора Шпотакова       | Чешка     | 64,94 | 64,26 | 66,42 | 61,29 | 62,25 | 59,74 | 66,42    |         |
|         | Марија Абакумова        | Русија    | 63,01 | x     | 65,39 | x     | 59,71 | 66,06 | 66,06    |         |
| 4.      | Моника Стојан           | Румунија  | 64,51 | x     | 61,90 | 59,62 | 61,84 | 61,53 | 64,51    | ЛР      |
| 5.      | Кристина Обергфел       | Немачка   | x     | 60,37 | 64,34 | x     | 63,02 | x     | 64,34    |         |
| 6.      | Линда Штал              | Немачка   | 61,64 | 63,23 | 63,18 | 59,00 | 61,33 | 60,90 | 63,23    |         |
| 7.      | Ослеидис Менендез       | Куба      | 63,11 | x     | x     | x     | 61,56 | 58,27 | 63,11    | ЛРС     |
| 8.      | Сава Лика               | Грчка     | 56,55 | 57,33 | 58,80 | 57,29 | x     | 60,29 | 60,29    |         |
| 9       | Вира Ребрик             | Украјина  | 58,25 | 56,78 | 57,50 |       |       |       | 58,25    |         |
| 10.     | Марија Николета Негоита | Румунија  | 57,59 | 57,65 | x     |       |       |       | 57,65    |         |
| 11.     | Мартина Ратеј           | Словенија | 57,57 | x     | x     |       |       |       | 57,57    |         |
| 12.     | Рејчел Јуркович         | САД       | 51,15 | 50,05 | x     |       |       |       | 51,15    |         |